# 打開創意天空
《打開創意天空》（英語：Unleash Your Creativity）是香港電視廣播有限公司舉辦的電視節目創作計劃，於2014年1月22日開始招募節目建議書，並於2014年11月17日播出先導節目。

## 概要
計劃宗旨在於聚集全港有創意的獨立製作人及製作公司，為本土電視界創作注入新元素；希望藉著良性競爭，吸納更多元化、高質素、具新思維、貼近群眾口味的節目。招募條件亦特別提到節目內容需要圍繞年輕人所關心的議題出發；具豐富趣味性及創意，帶給觀眾新鮮感及正面訊息；以及具持續性及延伸性。招募之節目形式不限，以一集半小時為基礎。大會在計劃文件中指出，被挑選的製作單位將會先製作首集預覽作品，於同年暑假期間以先導系列形式首播；播映後再由大會綜合其收視、口碑及內部意見，以外判形式跟合適團隊繼續合作，拍攝系列節目或常態節目。
大會於2014年1月22日至3月31日期間招募節目建議書。先導系列的安排則有所推遲，直至同年11月12日才宣佈於超過300份計劃書中選出其中8項入圍作品，並定於11月17日播放。大會亦公佈將會在外判節目製作合約的獎勵之上，特設「專業評審獎」名銜；同時亦特別舉辦TVB Fun投票遊戲，由廣大觀眾投票選出三個「最具創意節目」，於11月30日截止投票。
無綫電視製作部非戲劇製作總監余詠珊於頒獎儀式表示有意在2015年再度舉辦。

## 先導節目
與計劃同名之先導節目於2014年11月17日起香港時間逢星期一至四22:00-22:30在J2播出，並於星期六14:00-16:00一連四集重播一週集數，及於MyTV提供網上節目重溫（集數上傳後兩個月後會刪除），為OTO零距離按摩椅特約冠名贊助。
| 集數 | J2播映日期 | 主題                          | 類型   | 主持           |
| 1    | 11月17日   | 《新文青時代》 （英語：Neo Intelligentsia）     | 綜藝   | 葉麗嘉         |
| 2    | 11月18日   | 《搵食任務》 （英語：Hunger Mission）       | 飲食   | 梁芷珮         |
| 3    | 11月19日   | 《北極熊啟示錄》 （英語：Polar Bear）   | 動畫   | Papercut       |
| 4    | 11月20日   | 《求婚大作戰》 （英語：I do! You do!）     | 真人秀 | 楊詩敏、邵子風 |
| 5    | 11月24日   | 《超級兒嬉》 （英語：Major Child's Play）       | 遊戲   | 徐梓耀         |
| 6    | 11月25日   | 《街坊Guide你》 （英語：Back Alley Guide）    | 綜藝   | 林一峰         |
| 7    | 11月26日   | 《不安都市》 （英語：The Anxious City）       | 戲劇   | 楊詩敏         |
| 8    | 11月27日   | 《有求必應萬事屋》 （英語：Let Us Help You） | 真人秀 | 簡樸川、江嘉敏 |

## 得獎名單
- 專業評審獎：《新文青時代》（浩天廣告及出版）[4]
- 最具創意節目（排名不分先後）：

1. 《求婚大作戰》（三度多媒體）
2. 《有求必應萬事屋》（香港沙龍電影、香港知專設計學院傳意設計及數碼媒體學系、開片）
3. 《搵食任務》（Nucks Production）

## 正式採納節目
| 節目                  | 採納計劃       | 播放頻道 | 播放日期                    | 集數 | 備註 |
| 《胃食遊戲》          | 《搵食任務》   | J2       | 2015年7月2日—2015年9月10日  | 10   |      |
| 《胃食遊戲 - 沖繩篇》 | 《搵食任務》   | J2       | 2016年2月2日—2016年4月12日  | 10   |      |
| 《胃食紅人》          | 《搵食任務》   | J2       | 2016年5月3日—2016年7月5日   | 10   |      |
| 《新文青時代》        | 《新文青時代》 | J2       | 2015年7月18日—2016年1月30日 | 26   |      |

## 記事
- 2014年1月21日：本計劃舉行招募節目建議書的記者會，公佈計劃詳情。
- 2014年11月12日：本計劃舉行有關先導節目系列首播記者會，公佈入圍作品及播放時間。
- 2014年12月4日：本計劃舉行頒獎儀式。

## 外部連結
- 無綫電視節目網頁 - 打開創意天空 （页面存档备份，存于）

| 香港無綫電視J2 星期一至四 22:00-22:30        | 香港無綫電視J2 星期一至四 22:00-22:30        | 香港無綫電視J2 星期一至四 22:00-22:30 |
| -------------------------------------------- | -------------------------------------------- | ------------------------------------- |
|                                              | 打開創意天空 （2014.11.17 - 2014.11.27）     |                                       |
| 姊妹淘（第二輯） （2014.03.03 - 2014.11.13） | 姊妹淘（第二輯） （2014.12.01 - 2016.10.07） |                                       |